# ハシント・ベナベンテ
ハシント・ベナベンテ・マルティネス（Jacinto Benavente Martinez, 1866年8月12日-1954年7月14日）は20世紀のスペインの劇作家。1922年にノーベル文学賞を受賞した。「98年世代」のひとり。

## 生涯
マドリードで著名な小児科医の息子として生まれた。彼は劇を社会批評に基づく現実的なものに回帰させた。演説調子の節のついたせりふを散文的にし、メロドラマをコメディにし、公式的だったものを経験に基づいたものにし、衝動的な行動を対話の形にした。
ベナベンテは美学に、後に倫理学に没頭した。
彼は自由主義的な君主主義者で、社会主義に対しては批判的であった。1931年から36年にかけてのスペイン内戦期には、フランコ政権を唯一の実効性を持った政権と見なし、これを消極的に支持した。

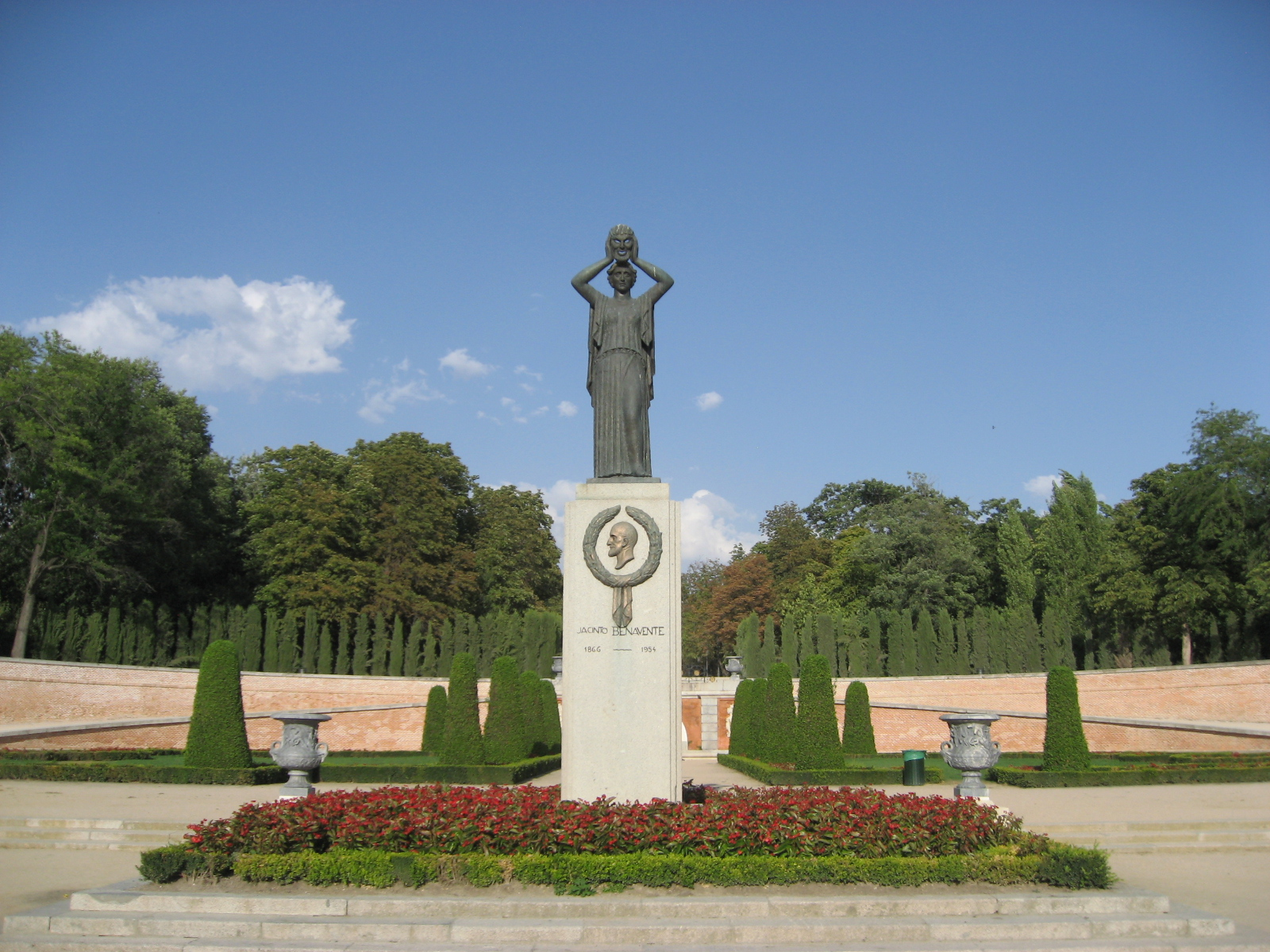
マドリードのベナベンテ記念モニュメント

ベナベンテはトレド県で87歳で生涯独身のまま死去した。多くの資料が、彼を同性愛者だったとしている。

## 主要作品リスト
ベナベンテには172の作品がある。以下に主要なものを挙げる。
- Los intereses creados (1907)
- Rosas de otoño (1905)
- Señora ama (1908)
- La malquerida (1913)
- La ciudad alegre y confiada (1916)
- Campo de armiño (1916)
- Lecciones de buen amor (1924)
- La mariposa que voló sobre el mar (1926)
- Pepa Doncel (1928)
- Vidas cruzadas (1929)
- Aves y pájaros (1940)
- La honradez de la cerradura (1942)
- La infanzona (1945)
- Titania (1946)
- La infanzona (1947)
- Abdicación (1948)
- Ha llegado Don Juan (1952)
- El alfiler en la boca (1954)